# Roger Casement

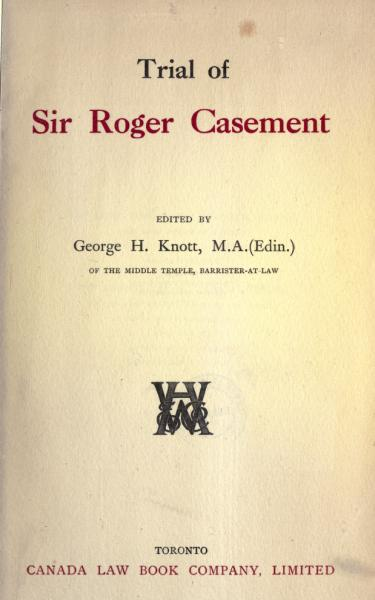
Portada del judici de Roger Casement

Roger David Casement (en irlandès: Ruairí Mac Easmainn) (Sandycove, vora Dublín, Irlanda, 1 de setembre de 1864 - 3 d'agost de 1916), - Sir Roger Casement Kt. CMG entre 1911 i poc abans de la seva execució per traïció, quan fou degradat de tots els seus honors britànics — fou un diplomàtic, poeta, i revolucionari britànic que milità activament en la causa del nacionalisme irlandès. Fou famós per la seva activitat contra els abusos del sistema colonial al Congo i al Perú, així com per les seves negociacions amb Alemanya immediatament abans de l'Aixecament de Pasqua.

## Biografia
Casement nasqué a Sandycove, vora Dublín, de pare protestant i mare catòlica. La seva mare, Anne Jephson, el va fer batejar en secret com a catòlic, però va morir quan Casement era encara un nen. Quan tenia deu anys va morir també el seu pare, i va ser educat pels seus parents protestants de l'Ulster. Casement va viatjar a Àfrica per primera vegada el 1883, als dinou anys. Va treballar a l'Estat Lliure del Congo per a diverses empreses i per a l'Associació Internacional Africana fundada pel rei Leopold II de Bèlgica. Durant la seva estada al Congo, va conèixer el famós explorador Henry Morton Stanley, que en aquells dies s'havia embarcat en la seva expedició per a rescatar Emin Baixà. Va conèixer també Joseph Conrad, que era llavors un jove mariner i no havia publicat encara la seva novel·la El cor de les tenebres. El 1892, Roger Casement va deixar el Congo per a treballar a Nigèria com a funcionari de la Secretaria d'Estat per a les Colònies. En 1895 va ser nomenat cònsol a Lourenço Marques (avui Maputo).
Cap a 1900, es trobava de retorn al Congo, a Matadi, i allí va fundar el primer consolat britànic al país. En els seus despatxos al Foreign Office va denunciar sovint els maltractaments a què era sotmesa la població nadiua i les catastròfiques conseqüències del sistema de treballs forçats. En 1903, després que la Cambra dels Comuns, a instàncies d'activistes humanitaris, aprovés una resolució sobre el Congo, va rebre l'encàrrec d'investigar la situació a l'Estat Lliure. El resultat va ser el seu cèlebre Informe Casement sobre el Congo. L'informe, publicat el 1904 malgrat les pressions que va rebre el govern britànic per part del rei de Bèlgica, va provocar un gran escàndol. Poc temps després, Casement va conèixer al periodista Edmund Dene Morel, qui dirigiria la campanya de la premsa britànica contra el govern del Congo. Fou el principi d'una profunda relació d'amistat, admiració i col·laboració en l'afer del Congo. Casement, que no podia participar activament en la campanya a causa de la seva condició de diplomàtic, va convèncer Morel perquè fundés l'Associació per a la Reforma del Congo. La seva denúncia de la situació en el Congo va ser la raó principal per la qual va ser nomenat cavaller en 1911. Anteriorment havia rebut també l'Orde de Sant Miquel i Sant Jordi, el 1905.
En 1906 va ser enviat a Santos (Brasil), on va desenvolupar un treball similar al que havia realitzat al Congo entre els indis putumayo del Perú. Casement va dimitir del servei colonial en 1912. L'any següent es va unir als Voluntaris Irlandesos, i es va fer íntim amic d'un dels seus dirigents, Eoin MacNeill. Quan en 1914 va esclatar la Primera Guerra Mundial, va intentar assegurar-se l'ajuda alemanya per a la causa de la independència irlandesa, per a això va intentar viatjar cap a Alemanya passant pels Estats Units. Es veia autoanomenat com a ambaixador de la nació irlandesa. Mentre projectava el viatge, va tractar de convèncer els nacionalistes exiliats del Clan na Gael perquè financessin la seva expedició. Molts membres del Clan na Gael no confiaven del tot en ell, ja que no era membre de la Germandat Republicana Irlandesa (Irish Republican Brotherhood, IRB), i defensava punts de vista considerats per alguns massa moderats. Casement va arribar a un acord amb Alemanya, que assegurava el suport d'aquest país a una Irlanda independent. La major part del temps que va passar a Alemanya el va invertir a reclutar una "Brigada Irlandesa", formada per presoners de guerra irlandesos del camp de presoners de Limburg an der Lahn, que serien entrenats per a lluitar contra Anglaterra. El 27 de desembre de 1914, Casement va signar un acord a Berlín amb el secretari d'estat alemany Arthur Zimmermann en el Ministeri d'Exteriors germà. Només cinquanta-dos homes es van presentar voluntaris per a l'entrenament, i malgrat les promeses d'Alemanya, no van ser entrenats en l'ús de metralladores, que en l'època eren relativament noves i desconegudes.
Els seus esforços foren infructuosos, ja que els irlandesos lluitaven voluntàriament en l'exèrcit britànic, i el projecte es va abandonar després de gastar molt temps i diners. Els alemanys, força escèptics envers Casement, però conscients dels avantatges que podia reportar-los un aixecament a Irlanda, van oferir als irlandesos 20.000 fusells, 10 metralladores i la munició necessària, només una part del que Casement havia demanat.
Casement no va saber de l'Aixecament de Pasqua fins que el pla no va estar del tot preparat. El IRB va preferir mantenir-lo al marge, i fins i tot va tractar de substituir-lo. Així mai no va saber que darrere els Voluntaris Irlandesos qui veritablement movia els fils eren Thomas J. Clarke i Patrick Pearse.
Les armes mai no arribaren a Irlanda. Foren enviades en el vaixell Aud, sota bandera noruega però amb tripulació alemanya, i foren interceptades per les autoritats britàniques. Poc després ell mateix marxà a Irlanda en un submarí U-19, amb la intenció de convèncer Eoin MacNeill que avortés l'aixecament, ja que pensava que els alemanys jugaven amb ells i no se'ls prenien seriosament.
A les primeres hores del 21 d'abril del 1916, tres dies abans de l'aixecament, Casement va desembarcar, malalt, a Trá na Beannaí (Platja Banna o en anglès Banna Strand) enmig de la badia de Tralee al comtat de Ciarraí (Kerry), on poc després fou capturat per les autoritats britàniques acusat de traïció, sabotatge i espionatge. Tot i que la base legal per a condemnar-lo era mínima, ja que la llei d'espionatge britànica condemnava els fets si s'havien produït en territori britànic i no pas alemany (com era el seu cas), s'empescaren un antic decret medieval i fou condemnat a morir a la forca. Sir Arthur Conan Doyle i George Bernard Shaw demanaren clemència, però Joseph Conrad no el va perdonar mai com a traïdor.
Casement fou penjat en la forca a la presó de Pentonville, i enterrat com a traïdor. El 1965 el seu cos fou repatriat a Irlanda i va rebre un funeral d'estat al cementiri de Glasnevin, on hi va participar el president d'Irlanda Eamon de Valera.
L'any 2010 l'escriptor Mario Vargas Llosa va escriure un llibre sobre la seva vida, El sueño del Celta.

## Els diaris de Casement i la seva homosexualitat
Quan les autoritats britàniques cercaren proves per acusar-lo de traïció, investigaren en els seus diaris particulars. Poc abans d'executar-lo van afirmar que en ells hi havia prova que era un homosexual promiscu i pederasta, un delicte en aquells anys. Segons la historiografia oficial irlandesa, els diaris (anomenats Black Diaries) eren una falsificació com les que va fer el periodista Richard Pigott per tal de desprestigiar Charles Steward Parnell, mentre que els unionistes els acceptaren com a veritables.
Després d'anys de controvèrsies, una investigació encarregada per la BBC i polígrafs de reconegut prestigi determinaren que els diaris foren escrits per la mà de Casement, tot i que no va deixar clar si el que va escriure eren fantasies o si va practicar realment el que va escriure-hi.